# Cintura esplosiva

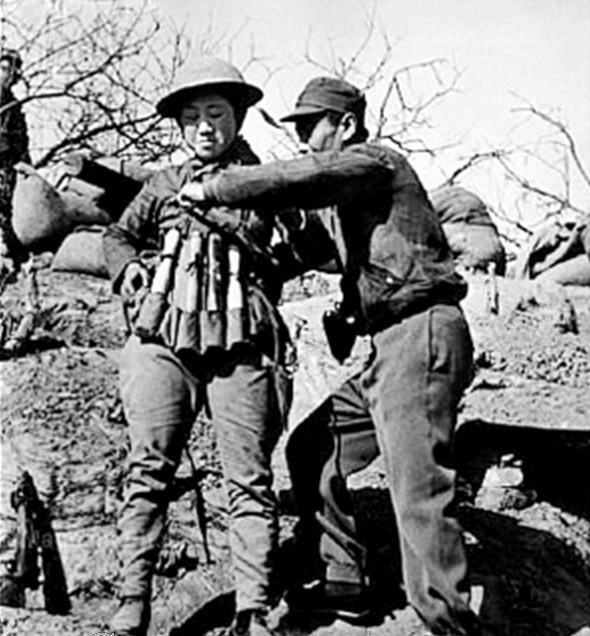
Un soldato di fanteria cinese durante la battaglia di Taierzhuang indossa una giubba suicida esplosiva fatta di bombe a mano modello 24 da utilizzare in un attentato contro un carro armato giapponese (1938)

Una cintura esplosiva (chiamata anche: cintura suicida, Bomberpilot Jacket, giubbotto o giubba suicida) è un ordigno esplosivo improvvisato composto da un giubbotto o una cintura carico di esplosivi ed armato con un detonatore indossato da attentatori suicidi. Le cinture esplosive solitamente sono piene di chiodi, viti, bulloni ed altri oggetti che servono a massimizzare il numero delle vittime nelle esplosioni. 

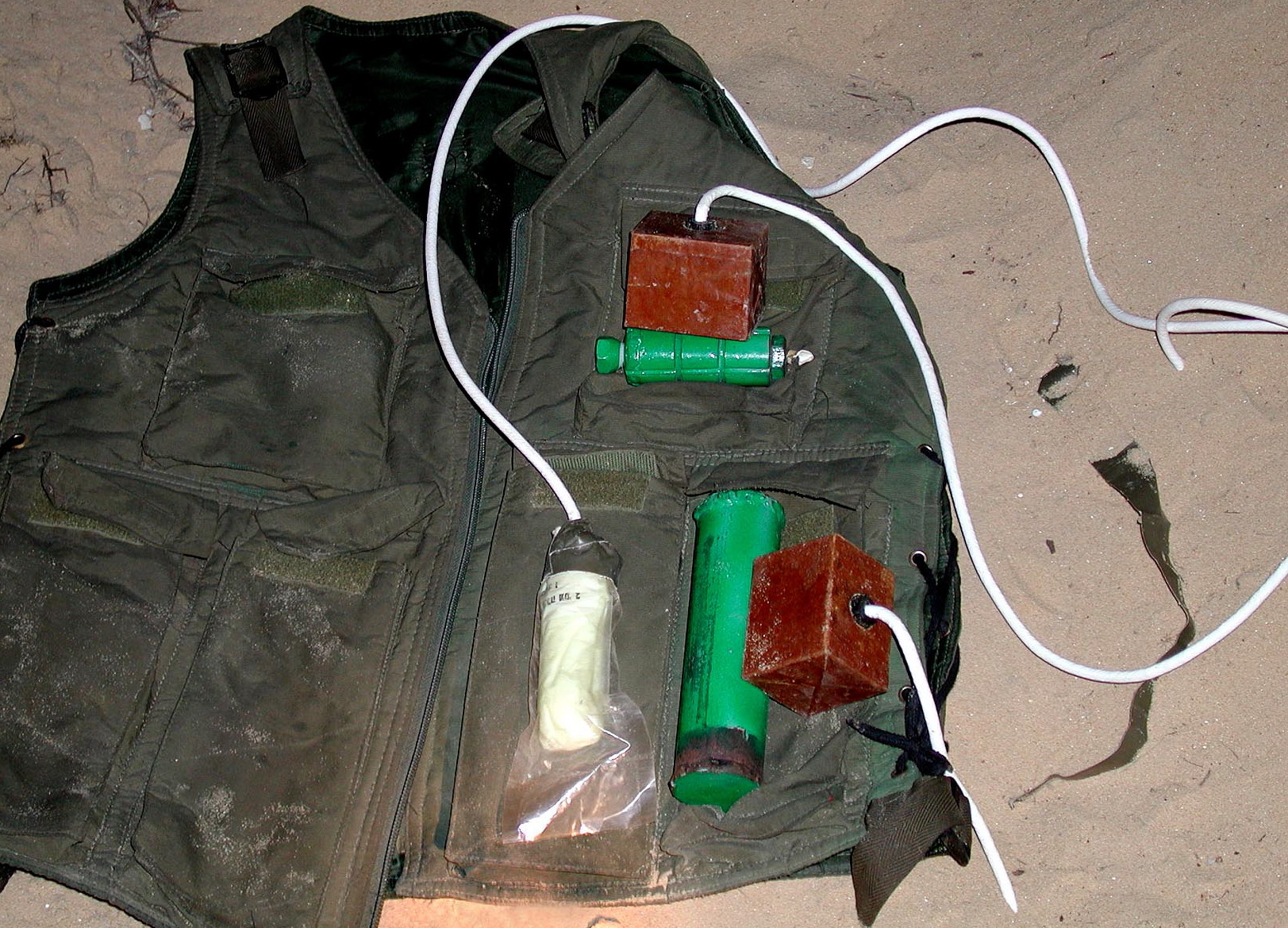
Giubba esplosiva sequestrata dalla IDF (2002)

## Storia
I cinesi usavano giubbotti esplosivi durante la seconda guerra sino-giapponese. Le truppe cinesi legarono esplosivi come pacchetti di granate o dinamite ai loro corpi e si gettarono sui carri armati giapponesi per farli saltare in aria. Questa tattica è stata utilizzata durante la battaglia di Shanghai, dove un attentatore suicida cinese ha fermato una colonna di carri armati giapponesi facendosi esplodere sotto il carro armato di piombo, e nella battaglia di Taierzhuang, dove le truppe cinesi si sono precipitate contro i carri armati giapponesi e si sono fatte esplodere con dinamite e granate. Durante un incidente a Taierzhuang, gli attentatori suicidi cinesi hanno distrutto quattro carri armati giapponesi con fasci di granate.
L'uso di attacchi suicidi per infliggere danni a un nemico precede la seconda guerra mondiale, in cui le unità Kamikaze (attacchi aerei suicidi) e Kaiten ("siluri viventi") venivano utilizzati per attaccare le forze alleate. I soldati giapponesi si sono abitualmente fatti esplodere attaccando i carri armati alleati mentre trasportavano mine anticarro, cariche magnetiche da demolizione, bombe a mano e altri ordigni esplosivi.